# 文教都市
文教都市（ぶんきょうとし）は、行政自治体などで街づくりの目標に掲げ称する呼称。文教地区とは異なる。

## 文教都市の例

### 国内
北海道地方
- 北海道札幌市 - 北海道大学、札幌医科大学、北海学園大学、北星学園大学などが集積している。

東北地方
- 宮城県仙台市 - 東北大学、宮城教育大学、東北学院大学、東北福祉大学、東北医科薬科大学などが集積している。

関東地方
- 埼玉県さいたま市（旧浦和市） - 公立進学校である埼玉県立浦和高等学校などがある。また埼玉県唯一の国立大学である埼玉大学が存在する。
- 埼玉県志木市・新座市・朝霞市 - 3市は志木駅で交叉する文教都市でもあり、駅は立教大学、慶應義塾志木高等学校などの最寄りとなっている。
- 千葉県市川市 - 市川市の市川・真間・菅野・八幡地区は、戦前から政治家や豪商が別荘を構え、戦後もお屋敷街を形成する高級住宅地となっており、過去には永井荷風、幸田露伴（次女の幸田文、孫の青木玉も同居）、北原白秋など数多くの文人が好んで住み、市川に関する記述がある作品も多い。また、国府台から八幡にかけて東京医科歯科大学など3つの大学があり、市川学園を始めとする私立高校が7校、私立中学校が5校、私立小学校が3校と大規模な文教・学園都市となっている。
- 千葉県習志野市 - 千葉工業大学を中心に多くの予備校が集中。
- 千葉県浦安市 - 新浦安駅周辺に順天堂大学医療看護学部、明海大学浦安キャンパス、了徳寺大学、東京学館浦安高等学校、東海大学付属浦安高等学校・中等部などがある。
- 千葉県千葉市美浜区 - 幕張新都心内に計画的に文教地区を形成しているエリアがある。附属幼稚園が多く、お受験の競争率も高い。
- 千葉県千葉市稲毛区 - 千葉大学の本部を始め、千葉経済大学、敬愛大学などや短期大学、専門学校などが西千葉駅周辺エリアに集中している。
- 千葉県千葉市中央区（本千葉） - 千葉大学（医系）のほか公立進学校である千葉県立千葉中学校・高等学校などがある。
- 東京都文京区 - 東京大学をはじめ大学が集中する閑静な住宅街。
- 東京都千代田区 - 上智大学、専修大学、東京理科大学、日本大学、法政大学、明治大学の各本部を有し、特に神田地区は日本のカルチエ・ラタンと呼ばれる。御茶ノ水は日本を代表する学生街として有名である。
- 東京都豊島区・新宿区 - 目白の学習院大学をはじめ早稲田大学や池袋の立教大学など多数の大学が集積し、周辺を住宅地が形成している。高田馬場は御茶ノ水とともに代表的な学生街として知られている。
- 東京都世田谷区 - 成城の成城大学をはじめ東京農業大学や東京都市大学、駒澤大学、国士舘大学、日本体育大学、昭和女子大学、多摩美術大学、産業能率大学、日本女子体育大学の各本部を有し、各種学校が駅周辺のみならず、住宅街周辺にも集積している。
- 東京都国立市 - 箱根土地（西武グループの源流企業）の創業者・堤康次郎によって国立駅と東京商科大学（現・一橋大学）を中心とした街づくりがなされた。1950年に東京都が「東京都文教地区建築条例」を制定。国立市は自治体広報などで文教都市と銘打っている。「文教地区指定」の範囲を届けでた上で認可されたもので、その際当時の国立町では「国鉄国立駅を中心とした町内半径1.3キロメートルの範囲」としている。指定された地区は風営法が適用される商業施設は制限される。
- 東京都八王子市 - 八王子市の歴史を参照。東京都立大学、中央大学、法政大学など複数の大学や専門学校を有する。主に東京23区から広大なキャンパス用地を求めて市郊外の丘陵地に移転した大学が多数存在する。高等教育機関が23校存在し、外国人留学生約3,100人を含む約11万人の学生が学ぶ。
- 神奈川県川崎市多摩区 - 明治大学、専修大学、日本女子大学、カリタス女子中学校・高等学校を有する。また、市内の県立高校14校のうちトップ1、2の高校を含む、6校を有する。
- 神奈川県藤沢市 - 慶應義塾大学、湘南工科大学、多摩大学、日本大学を有する。

中部地方
- 愛知県名古屋市 - 名古屋大学、名古屋工業大学、名古屋市立大学、南山大学、名城大学、愛知大学などが集積している。
- 愛知県岡崎市 - 総合研究大学院大学の研究機関やキャンパスが置かれている。市の規模に比して文教都市の色が濃い。

近畿地方
- 京都府京都市 - 上代から近世にかけて日本の首都として仏教や学問の中心を担ってきた。歴史的背景から関西で最も高等教育機関が集積している。日本の都市の中では人口に占める学生の割合が最も多い[1]。京都大学を始め、同志社大学、立命館大学など有名大学が多数存在する。
- 大阪府吹田市 - 大阪大学本部、関西大学本部を有する。
- 兵庫県西宮市 - 関西学院大学、神戸女学院大学等、大学が10以上存在する文教都市。「文教住宅都市｣を宣言。同市には「文教住宅都市の歌」がある。
- 兵庫県神戸市 - 神戸大学、兵庫県立大学、神戸市外国語大学、甲南大学など、20を超える国公私立大学が集積している。
- 奈良県奈良市 - 奈良女子大学、奈良教育大学、奈良県立大学、帝塚山大学等の大学のほか、国公私立の名門高校が集積している。

中国地方
- 広島県広島市 - 広島文理科大学の時代より文教都市。千田町は文教都市としての広島を象徴する町とされていた。広島大学のメインキャンパスは隣の東広島市に移転した。

九州地方
- 福岡県福岡市 - 九州大学、西南学院大学、福岡大学などが集積している。九州大学のメインキャンパスは東区の箱崎地区から西区の伊都地区に移転した。政令指定都市の中では人口に占める学生の割合が京都市に次いで高い[2]。

### 海外
- ステレンボッシュ（南アフリカ共和国） - ステレンボッシュ大学を擁する文教都市として知られている
- バンドン - 工科大学の立地する文教都市として計画された都市
- タスカルーサ (アラバマ州) - 千葉県習志野市とは同じく文教都市であるとの理由で1986年より姉妹都市の関係にある。
- グラハムズタウン - ローズ大学を中心に多くの大学や教育機関が集まっている。
- オタニエミ
- ボン - プロイセン王国の支配下時代から典型的な文教都市
- コロンビア (サウスカロライナ州) - 州都でかつ文教都市であり、文化・教育施設が充実
- ロチェスター - ロチェスター大学やロチェスター工科大学を抱える
- チャペルヒル - ノースカロライナ大学チャペルヒル校の学生と教員・スタッフによって占められている